# Lucknow
Lucknow (hindi लखनऊ, trb. Lakhnau, trl. Lakhnaū, urdu لکھنؤ, ang. Lucknow) – miasto w północnych Indiach, stolica stanu Uttar Pradesh, na Nizinie Hindustańskiej, nad rzeką Gomati (dopływ Gangesu). Około 5 mln mieszkańców.

## Geografia
Miasto usytuowane jest w sercu Niziny Hindustańskiej w III strefie sejsmicznej. 

### Klimat
Lucknow położone jest w klimacie wilgotnym subtropikalnym z chłodnymi i wilgotnymi zimami (od grudnia do lutego) oraz gorącymi i suchymi latami (od kwietnia do czerwca). Pora deszczowa trwa od połowy czerwca do połowy września. Mgła pojawia się zazwyczaj od grudnia do stycznia. 

### Zanieczyszczenia
Według badań Banku Światowego z 2004 roku, Lucknow zajmuje 7. miejsce na świecie pod względem zanieczyszczenia powietrza.

## Demografia
Populacja Lucknow przekracza 5 mln mieszkańców. Hinduiści stanowią ok. 71%, muzułmanie zaś ok. 26%. W mieście mieszkają także małe grupy: sikhów, dżinistów, chrześcijan i buddystów. W 2011 procent osób piśmiennych wynosił 84,72%, w porównaniu do 75,98% w 2001 r.

## Historia
Od 1775 roku stolica królestwa Awadhu przeniesiona przez nawaba Asafa ud-Daula z Faizabadu. W 1856 roku Brytyjczycy pozbawili tronu ostatniego nawaba Wadżida Ali Śaha, co rok później, skłoniło mieszkańców miasta do poparcia powstania sipajów.

## Zabytki

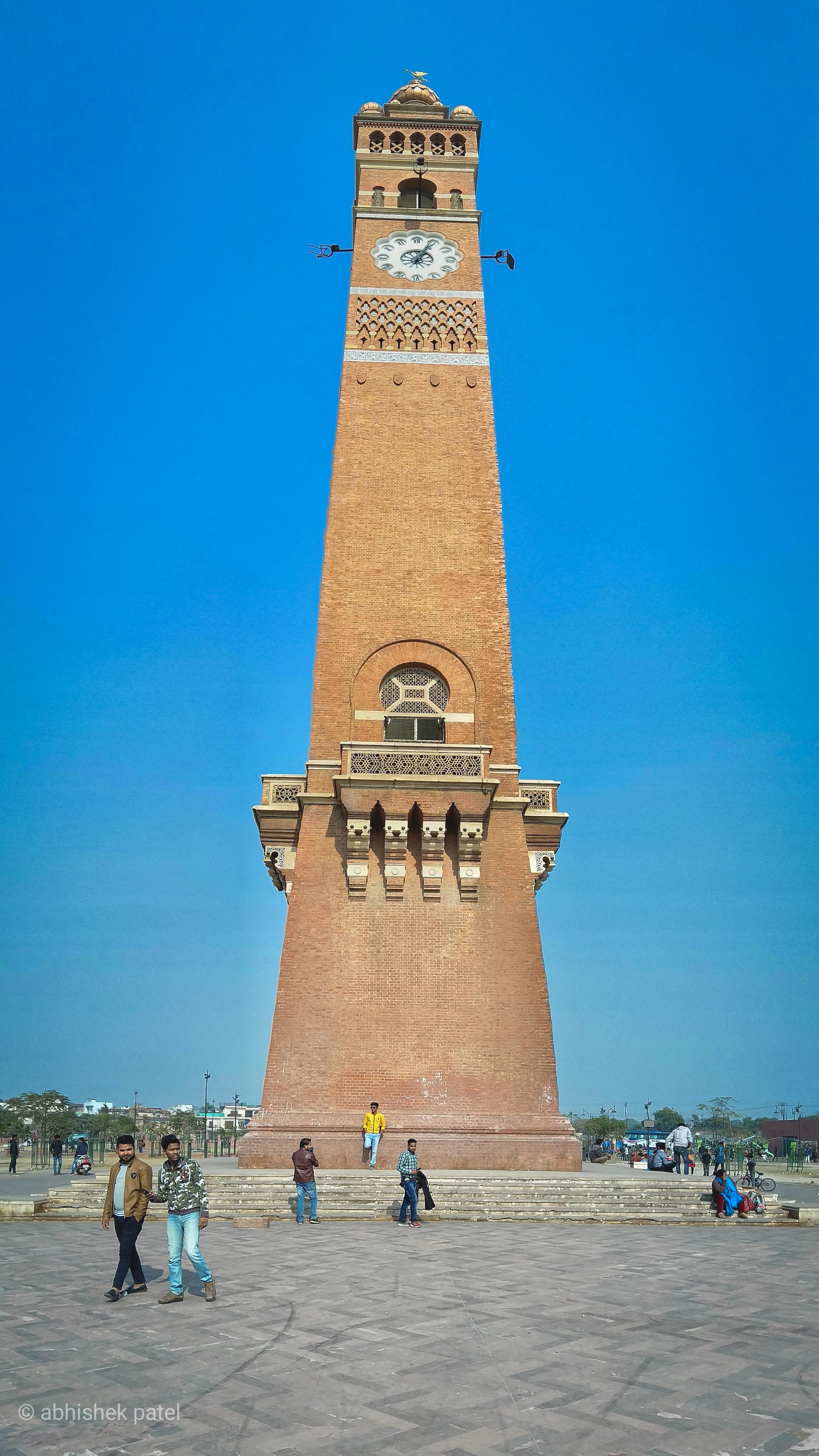
Wieża zegarowa

- Pałac Kajsar Bagh – najwspanialszy pałac Adwahu, zbudowany w czasie panowania ostatniego nawaba Wadżida Ali Śaha (1847 - 1856).
- ogród Sikandar Bagh – nazwany imieniem ukochanej żony Wadżida Ali Śaha, aktualnie Narodowy Ogród Botaniczny
- Pałac Parasolki (Ćattar Manzil) – wzniesiony za panowania nawaba Sadata Ali Khana, nazwany od charakterystycznej złoconej kopuły w kształcie parasolki.
- Rezydencja – zespół budynków wzniesiony wokół dużego domu, siedziby przedstawiciela władzy brytyjskiej.
- Bara Imambara – ceremonialny pawilon wykorzystywany w czasie Muharram[3].
- Wieża zegarowa (ang. Husainabad Clock Tower) – 67-metrowa wieża zegarowa o architekturze nawiązującej do londyńskiego Big Bena[4].

## Miasta partnerskie
- Montreal, Kanada
- Brisbane, Australia